# Taikiken
Le taikiken est un art martial japonais, grandement inspiré du Yi Quan (ou dachengquan) chinois. Le taikiken a été fondé par le japonais Kenichi Sawai (1903 - 1988) après sa défaite face au chinois Wang Xiangzhai (1885-1963, 王薌齋) - l'inventeur du Yi Quan lui-même. Impressionné par la technique de Wang, Sawai apprit le Yi Quan auprès de l'élève de Wang, Yao Zongxun, puis auprès du maître lui-même.
De par le nom, il n'existe aucun lien direct entre le taiji quan et le taikiken : taiki, que l'on peut traduire par "grande (Tai) énergie (QI)" est à différencier de taiji, taikyoku en japonais, que l'on peut traduire par « le faîte suprême » en référence à l'état d'union du yin et yang. On peut dire dans la pratique que le taikiken est plus orienté vers les possibilités de manifestation de l'énergie (Qi), le taiji quan par leur équilibre.
La méthode de Kenichi Sawai se fonde sur une pratique interne, le développement du Ki et la pratique du combat de percussion sans protections et à pleine puissance. Cette vision est pleinement inscrite dans la tradition du Budo et ce d'autant plus que le maître est à la base 5e dan de Judo Kodokan, 4e dan de Kendo et Iaïdo.
Kenichi Sawai a débuté la transmission de son art dès la fin de son apprentissage du Yi Quan, en 1947 au Japon. Parmi ses élèves les plus connus, on note Jan Kallenbach.

## La pratique
Le Taikiken ne présente à proprement parler aucun kata. Sa pratique se base sur des exercices pouvant paraitre précis, voire stéréotypés, faisant appel toujours au cercle, mais qui en réalité ont pour origine une sensation interne énergique(Qi de l'adepte développé dans la posture); dès le départ donc, et à la grande différence d'autres arts internes (taiji quan et autres) les exercices n'ont pas de forme extérieure imposée.
Le but visé est de permettre une libre circulation du Ki dans le corps, pour atteindre la spontanéité du mouvement, d'où découlera la "force explosive" dite hakkei (fali en chinois).
Le corps doit s'unir de façon globale dans le mouvement. C'est un travail dans la plus pure tradition interne et nécessite temps et patience afin de se former convenablement.
La pratique utilise l'immobilité, la lenteur afin de pouvoir expérimenter la mobilité du corps qui débouchera sur une mobilité économique et efficiente. De ce travail qui parait être un long détour on peut faire naître une utilisation unie du corps.
L'étude regroupe donc les éléments suivants :
- Ritsu Zen : « méditation debout » (chinois : zhan zhuang), les pieds parallèles, l'élève se tient debout. L'immobilité doit permettre l'accès à l'état de méditation, de "vide mental".
- Hanzen : « demi posture » posture de combat
- Yuri : « essayer la force, osciller » (chinois : shi li), exercices en mouvement, une occasion pour l'élève de ressentir le mouvement différemment.
- Hai : « ramper » (chinois : moca bu), étude de la marche, une concentration plus particulière sur les jambes.
- Neri : « pétrir » (chinois : zoubou shi li), étude de le l'ensemble du corps en mouvement
- Hakkei : « jaillissement de la force » (chinois : fa li), des exercices qui permettent de contrôler et d'utiliser le hakkei.
- Daken : « technique de frappe » (chinois : da quan)
- Suishu : « poussée de mains » (chinois : tui shou), un exercice de Yuri avec un partenaire.
- Kumite : « mélanger les mains » (chinois : san shou), combat réel où les coups sont portés.